# Елена Понятовська
Елена Понятовська (власне: Елен Елізабет Луїза Амелі Паула Долорес Понятовська Амор; народилася 19 травня 1932 року в Парижі) — одна з найвідоміших письменниць і журналісток Мексики.

## Біографія
Елена Понятовська Амор народилася в Парижі в 1932 році як донька мексиканки Полетт Долорес Амор (сім'я якої втекла до Франції після експропріації їхніх земель на хвилі мексиканської революції) та польського шляхтича Жана Евремонта Понятовського.
У 1941 році мати з двома дочками втекла від націонал-соціалістів і 1942 року повернулася до Мексики. Батько воював у французькій армії до кінця Другої світової війни і тільки потім приїхав до родини. Елена Понятовська використала деякі з цих дитячих вражень у своєму автобіографічному романі La Flor de Lis (1988). Мексиканська поетеса Гвадалупе («Піта») Амор (1920—2000) була її тіткою по кужелю (по материнській лінії).
Восьмирічна дівчинка вивчила іспанську від своєї мексиканської няні Магдалини Кастільо, оскільки її батьки не вважали це важливим і відправили її до англомовних монастирських шкіл у Мексиці та США. Проте ще змалку Елена не відповідала уявленням про польську принцесу; замість того, щоб вийти заміж за аристократа, вона вирішила стати журналісткою. Незабаром Елена стала однією з найпопулярніших інтерв'юерів.
У 1954 році, незадовго до народження її першого сина Еммануеля, вона опублікувала книжку «Lilus Kikus», збірку поетичних оповідань про дівчинку-бунтарку, яка завжди ставить недоречні запитання. Елена дедалі більше цікавилася Мексикою поза межами вищого суспільства та розробила свій особливий стиль між документальною та оповідною літературою, який залишився типовим для її текстів. Елена заявляла, що таким чином хотіла «позичити свій голос тим, хто не міг говорити сам за себе». У 1963 році вона опублікувала книгу Todo empezó el domingo, хроніку недільних поїздок до знедолених.
Одного разу вона була настільки зачарована голосом старої пралі, що почала брати інтерв'ю у жінки, яка увійде в аннали мексиканської літератури як «Jesusa Palancares» і стане головним героєм роману Понятовської «Hasta no verte, Jesús mío» («A Життя попри все»). Буркотлива, озлоблена аутсайдерка від першої особи розповідає історію свого життя, яке було пов'язане з неспокоєм мексиканської революції і зовсім не відповідає звичному кліше життя жінки середнього класу.
1968 рік ознаменував глибокий перелом в мексиканській історії «різаниною в Тлателолко» 2 жовтня під час президентства Діаса Ордаса, коли уряд розстріляв студентську демонстрацію, спричинивши, імовірно, кілька сотень загиблих. На основі свідчень очевидців, тих, хто вижив, політв'язнів та їхніх родичів, Понятовська склала хроніку La noche de Tlatelolco, яка мала на меті рішуче протидіяти ганебному мовчанню офіційних ЗМІ. Коли в 1971 році вона мала отримати від президента Ечеверріа престижну премію Ксав'єра Віллауррутіа, вона відмовилася від неї, обґрунтувавши свою відмову запитанням: «А хто нагородить мертвих?»
У 1978 році була опублікована серія фіктивних листів російської художниці Ангеліни Бєлофф «Querido Diego» («Дорогий Дієго»), типова жіноча доля якої як покинутої коханої художника Дієго Рівери зворушила Понятовську.
Наступного року Елена «позичила свій голос» Габі Бріммер, паралізованій жінці, яка могла використовувати для спілкування лише великий палець лівої ноги, написавши разом з нею її автобіографічні нотатки.
Також 1979 року була опублікована збірка оповідань De noche vienes, а роком пізніше Fuerte es el silencio (Сильне мовчання), збірка репортажів про бідні райони Мехіко та самоорганізацію їхніх мешканців.
Потужний землетрус 1985 року вона використала як можливість написати ще одну документальну книжку, в якій дала можливість читачам почути швачкок, бездомних, вдів та тих, хто вижив (Nada, nadie…).
У 1992 році вона опублікувала свій другий роман, над яким працювала протягом довгих десяти років свого життя: Tinissima, літературну біографію фотографки Тіни Модотті, яка викликала скандал у Мексиці в 1920-х роках через свій вільнодумний спосіб життя та її причетність до різноманітних політичних вбивств, Тіна також діяла як сталінський агент у Москві, брала участь у громадянській війні в Іспанії та Мексиці.
У "Luz y luna, las lunitas " (1994) Понятовська розповідає свою версію передісторії Ісуса та з ностальгією згадує про останніх вуличних торговців у Мехіко та «muchachas», беззаконних індіанських служниць.

## Особисте життя
Елена є двоюрідною сестрою французького політика Мішеля Понятовського (1922—2002). Активні у французькій політиці Ладіслас Понятовський (1946−) та Аксель Понятовський (1952−) є її троюрідними братами.

## Визнання
- Premio Mazatlán, 1970, за Hasta no verte Jesús mío
- Premio Xavier Villaurrutia, 1970 (нею відхилено), за La noche de Tlatelolco
- Premio Nacional de Periodismo (перша жінка) за її інтерв'ю, 1978
- Премія Мануеля Буендіа, 1987
- Премія Коатлікуe, 1990
- Premio Mazatlán de Literatura, 1992, для Tinísima
- Premio Nacional Juchimán, від Fundación Juchimán, 1993
- Премія Alfaguara de Novela, 2001 за La piel del cielo
- Національна премія в галузі науки і мистецтва (Lingüística y Literatura), 2002
- Міжнародна премія Ромуло Гальегоса, 2007 р. за книгу El tren pasa primero
- Premio Biblioteca Breve, 2011, для Леонори
- Премія Сервантеса, 2013.
- Медаль Белісаріо Домінгеса, 2023
- Премія Карлоса Фуентеса, 2023

## Творчість
Як письменниця, Елена Понятовська вирізняється унікальною манерою письма; у своїх творах вона поєднує журналістську та письменницьку діяльність, залучаючи до своїх оповідань елементи позамовної реальності, особливо використовуючи для цього свої інтерв'ю. Часом такі елементи стають у неї основною темою.

### Твори
- Lilus Kikus, México: Los Presentes, 1954; нове видання: México: Ed. Era, 1991 ISBN 968-411-132-0
- Melés y Teleo. Apuntes para una comedia. México: Revista Panoramas, 1956.
- Todo empezó el domingo. Ill. von Alberto Beltrán. México: Fondo de Cultura, 1963. нове видання: México, D.F.: Ed. Océano de México, 1998 (Tiempo de México) ISBN 970-651-052-4
- Palabras cruzadas. Crónicas. México: Era, 1961. (Biblioteca Era)
- Hasta no verte, Jesús mío. México 1969. Neuere Ausgabe: Barcelona: Nuevas Ed. de bolsillo, 2002 (Ave Fénix de bolsillo; 326,4). ISBN 84-8450-829-3
- La noche de Tlatelolco. Testimonios de historia oral. México 1971. нове видання: México, Ed. Era, 1993 ISBN 968-411-220-3
- Querido Diego, te abraza Quiela. México 1978; нове видання: México, D.F.: Ed. Era, 1988 (Biblioteca Era; 109). ISBN 968-411-214-9
- De noche vienes. México: Grijalbo, 1979; нове видання: México: Ed. Era, 1992 ISBN 968-411-136-3
- Gaby Brimmer. México: Grijalbo, 1979. ISBN 968-419-101-4. нове видання: 3. ed. Buenos Aires; México; Barcelona: Ed. Grijalbo, 1980.
- Fuerte es el silencio. México 1980; нове видання: México: Era 1991 (Biblioteca Era; 128/10: Série crónicas) ISBN 968-411-054-5
- Domingo 7. México 1982; нове видання: México: Oceano, 1985. ISBN 968-493-023-2
- El último guajolote. México: Cultura/SEP; Martín Casillas, 1982. (Colección Memoria y olvido: imágenes de México)
- ¡Ay vida, no me mereces! Carlos Fuentes, Rosario Castellanos, Juan Rulfo, la literatura de la Onda México 1985; нове видання: México: Joaquín Mortiz, 1992. ISBN 968-27-0495-2
- La «Flor de Lis». México: Ed. Era, 1988; нове видання México: Era, 1992. ISBN 968-411-171-1
- Nada, nadie. Las voces del temblor. México: Era, 1988; нове видання: México: Ed. Era, 1994 (Biblioteca Era: Crónica). ISBN 968-411-173-8
- Todo México I—VII. México: Diana, 1991—2002. ISBN 968-13-2093-X
- Tinísima. México 1992: нове видання: México: Era, 1993. ISBN 968-411-305-6
- Luz y luna, las lunitas. México: Ed. Era, 1994. ISBN 968-411-374-9
- Paseo de la reforma. Barcelona: Plaza & Janés, 1996 (Ave Fénix: serie mayor) ISBN 968-11-0193-6
- Las soldaderas. México: Ed. Era [u. a.], 1999. ISBN 968-411-451-6 ISBN 970-18-2068-1
- Octavio Paz, las palabras del árbol. Barcelona: Plaza & Janés, 1998. ISBN 968-11-0299-1
- Las mil y una… La herida de Paulina. Barcelona: Plaza & Janés, 2000. ISBN 968-11-0405-6
- Juan Soriano. Niño de mil años. México: Plaza y Janés, 2000. ISBN 968-11-0331-9
- Las siete cabritas. México, D.F.: Ed. Era, 2000 (Biblioteca Era: 40) ISBN 968-411-498-2
- Mariana Yampolsky y la buganvillia. México: Plaza & Janés, 2001. ISBN 968-11-0466-8
- La piel del cielo (Die Haut des Himmels), Madrid: Alfaguara, 2001. ISBN 84-204-4241-0
- Tlapalería. México, D.F.: Ed. Era, 2003 (Biblioteca Era: Narrativa). ISBN 968-411-564-4
- Obras reunidas. México, D.F.: Fondo de Cultura Económica, 2005. ISBN 968-16-7812-5 (повне зібрання творів)
- El tren pasa primero. Madrid: Alfaguara, 2006. ISBN 84-204-6983-1
- Amanecer en el Zócalo. Los 50 días que confrontaron a México. 2007 (хроніка)
- Leonora. México: Seix Barral, 2011 ISBN 607-07-0632-3